# 46 Bootis
Désignations
46 Bootis, également désignée b Bootis, est une étoile binaire de la constellation du Bouvier, située à 478 ± 6 a.l. (∼ 147 pc) de la Terre.